# Corydalis vyschinii
Corydalis vyschinii là một loài thực vật có hoa trong họ Anh túc. Loài này được Bezd. mô tả khoa học đầu tiên năm 2006.